# Опыты Кирхгофа
Впервые исследования поглощающих спектров одноатомного газа, имеющего линейчатые спектры испускания, пропуская через него белый свет были сделаны в 1854 году, и выполнил их Густав Ки́рхгоф.

## Исследование Кирхгофа
Он вводил в пламя газовой горелки источник паров натрия (металлический натрий в маленьком тигле) или асбест, смоченный раствором поваренной соли. Пламя горелки при этом приобретало характерную желтую окраску, соответствующую излучению паров натрия, а в спектре этого излучения были видны две близко расположенные светлые желтые линии. Затем перед горелкой помещали дуговую лампу таким образом, чтобы свет от дуги мог попасть в щель спектроскопа только пройдя сквозь пламя горелки. В спектре белого света от электрической дуги при этом получались две темные линии как раз в том месте, где находились желтые линии спектра испускания паров натрия.
Возникновение этих линий объясняется тем, что атомы натрия из всех проходящих лучей поглощают те, которые сами способны излучать. Поглощая желтые лучи из света дуги, пары натрия продолжают, конечно, сами испускать желтый свет. Однако температура дуги значительно выше, чем температура пламени горелки, и дуга дает более яркий спектр, на фоне которого желтые линии паров натрия кажутся темными. Таким образом, желтый свет по-прежнему есть в таком спектре: если погасить электрическую дугу, на экране будет ясно виден спектр паров натрия в том месте, где были видны темные линии.
Такое явление обращения спектральных линий наблюдается в спектрах испускания и поглощения газов и паров многих других элементов и выражается законом Кирхгофа.